# پاند ادی (پنسیلوانیا)
پاند ادی (به انگلیسی: Pond Eddy) یک منطقهٔ مسکونی در ایالات متحده آمریکا است که در پنسیلوانیا قرار دارد. پاند ادی ۱۸۸٫۹۸ متر بالاتر از سطح دریا واقع شده‌است.